# چیلاکالوریپت
چیلاکالوریپت (به انگلیسی: Chilakaluripet) یک منطقهٔ مسکونی در هند است که در Chilakaluripet mandal واقع شده‌است. چیلاکالوریپت ۱۵ کیلومتر مربع مساحت و ۱۰۱٬۳۹۸ نفر جمعیت دارد و ۲۵ متر بالاتر از سطح دریا واقع شده‌است.